# 阿什鎮區 (密蘇里州巴里縣)
阿什鎮區（英語：Ash Township）是位於美國密蘇里州巴里縣的一個行政鎮區。

## 地方資料
阿什鎮區的面積為106.97平方千米，當中陸地面積為106.96平方千米，而水域面積為0.01平方千米。根據2020年美國人口普查的數據，當地共有人口974人，而人口密度為每平方千米9.11人。